# Lucha Obrera
Lucha Obrera (Lutte Ouvrière, abreviado como LO, en francés) es el sobrenombre por el que se conoce al partido político francés de extrema izquierda Unión Comunista (de tendencia trotskista, sección francesa de la Unión Comunista Internacionalista). La denominación también da nombre al órgano oficial (semanario) del partido.
Se define como un partido político comunista, internacionalista y revolucionario, cuyos objetivos más inmediatos son el combate contra el capitalismo, tanto a corto como a largo plazo, y la construcción de un gran partido obrero capaz de organizar a la clase trabajadora y acompañarla en su tarea revolucionaria a nivel mundial. Su líder más carismática ha sido la histórica portavoz Arlette Laguiller, candidata presidencial desde 1974 hasta 2007 (fecha en que anunció que no se volvería a presentar). Actualmente, el partido es liderado por Nathalie Artaud, que sucedió también a Laguiller al frente de LO.

## Actividad política y sindical
LO se concibe como una organización obrera con capacidad de acción tanto en las fábricas como en la calle o en las instituciones.
En las fábricas, está presente a través de sus "boletines de empresa", de periodicidad quincenal, a través de los cuales se hace eco y apoya las luchas sindicales llevadas a cabo en las empresas correspondientes. Se calcula que estos boletines llegan a cerca de medio millón de trabajadores.
Además de las reivindicaciones de clase, Lucha Obrera apoya otras movilizaciones cívicas y sociales, como las reivindicaciones de género (feministas, pro-aborto), por los derechos sociales (derecho a la vivienda, derechos de los inmigrantes y en especial los sin-papeles) o relativas a la libertad sexual.
Por último, LO participa en las elecciones a todos los niveles. Desde las presidenciales, en las que desde 1974 ha presentado a su portavoz Arlette Laguiller, hasta las locales; en solitario o en concertación con otras fuerzas de la izquierda o la extrema izquierda (en particular, la antigua Liga Comunista Revolucionaria, también trotskista, ahora NPA).

## Simpatizantes en España

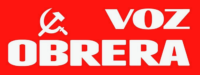
Logo de Voz Obrera

En España existe un pequeño grupo de su internacional, con algunos militantes y simpatizantes en Sevilla y Madrid. Este grupo se organiza en torno a la publicación de boletines en empresas como TUSSAM y Correos y de un periódico mensual titulado Voz Obrera.